# Leptocerus atsou
Leptocerus atsou är en nattsländeart som beskrevs av Schmid 1987. Leptocerus atsou ingår i släktet Leptocerus och familjen långhornssländor. Inga underarter finns listade i Catalogue of Life.